# Synagoge (Pilica)

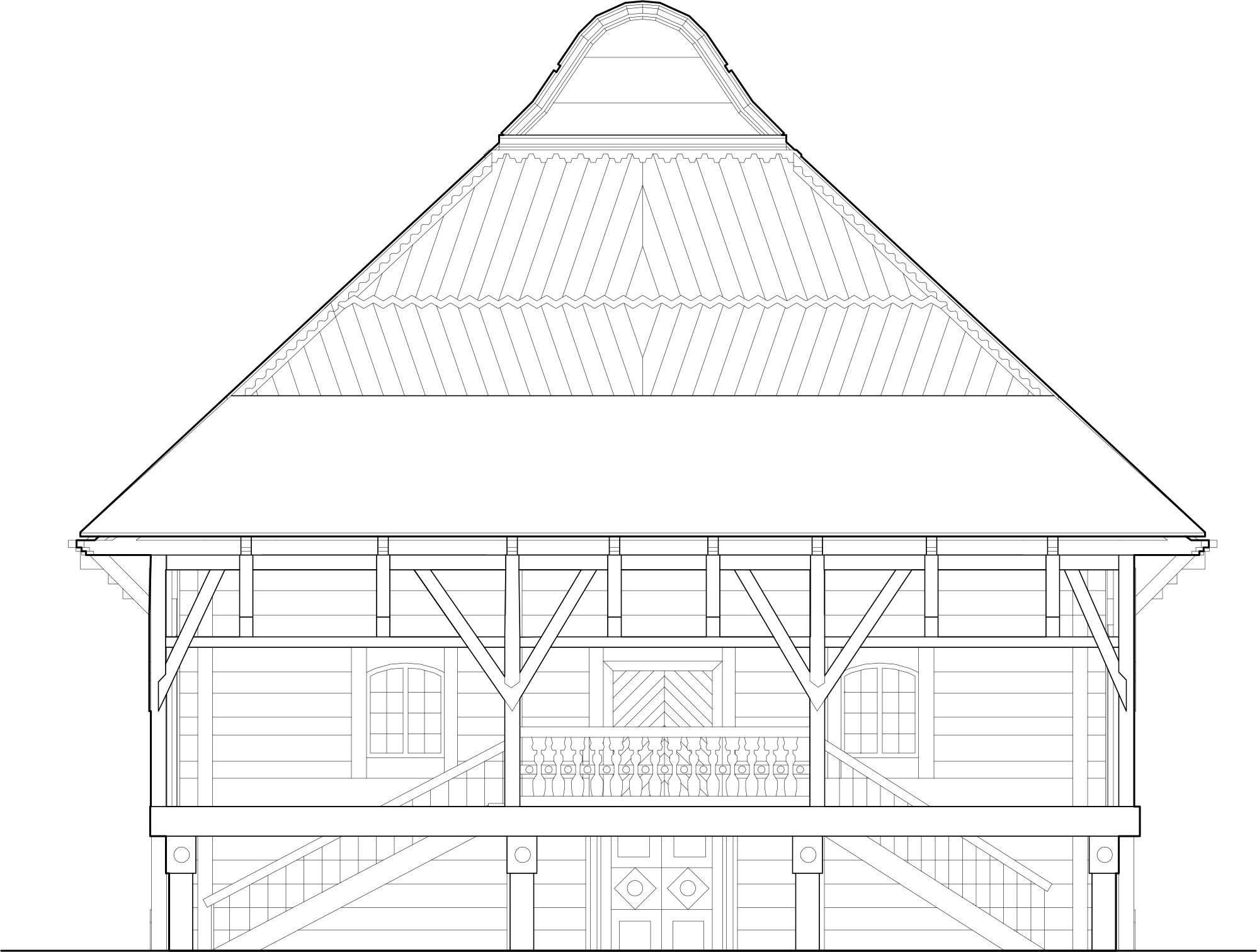
Skizze der Synagoge

Die hölzerne Synagoge in Pilica in der polnischen Woiwodschaft Schlesien wurde Mitte des 18. Jahrhunderts erbaut. Sie wurde gleich zu Beginn des Zweiten Weltkriegs zerstört.

## Geschichte
Juden wurden für Pilica erstmals 1581 erwähnt. Zwischen 1638 und 1690 war es ihnen nicht gestattet, in Pilica zu wohnen. Die Existenz einer Synagoge ist für 1700 bekannt.
Die Aufschrift 1747 über dem Eingang deutet darauf hin, dass dieses Gebäude aus dem Jahr stammt. Allerdings wird gelegentlich auch das Jahr 1690 als Erbauungsjahr angegeben.
Die Wandgemälde im Inneren stammten von 1816 und Mitte des 19. Jahrhunderts wurden Seitenflügel angebaut.
Die Synagoge wurde von den deutschen Besatzern 1939 zerstört.

## Architektur

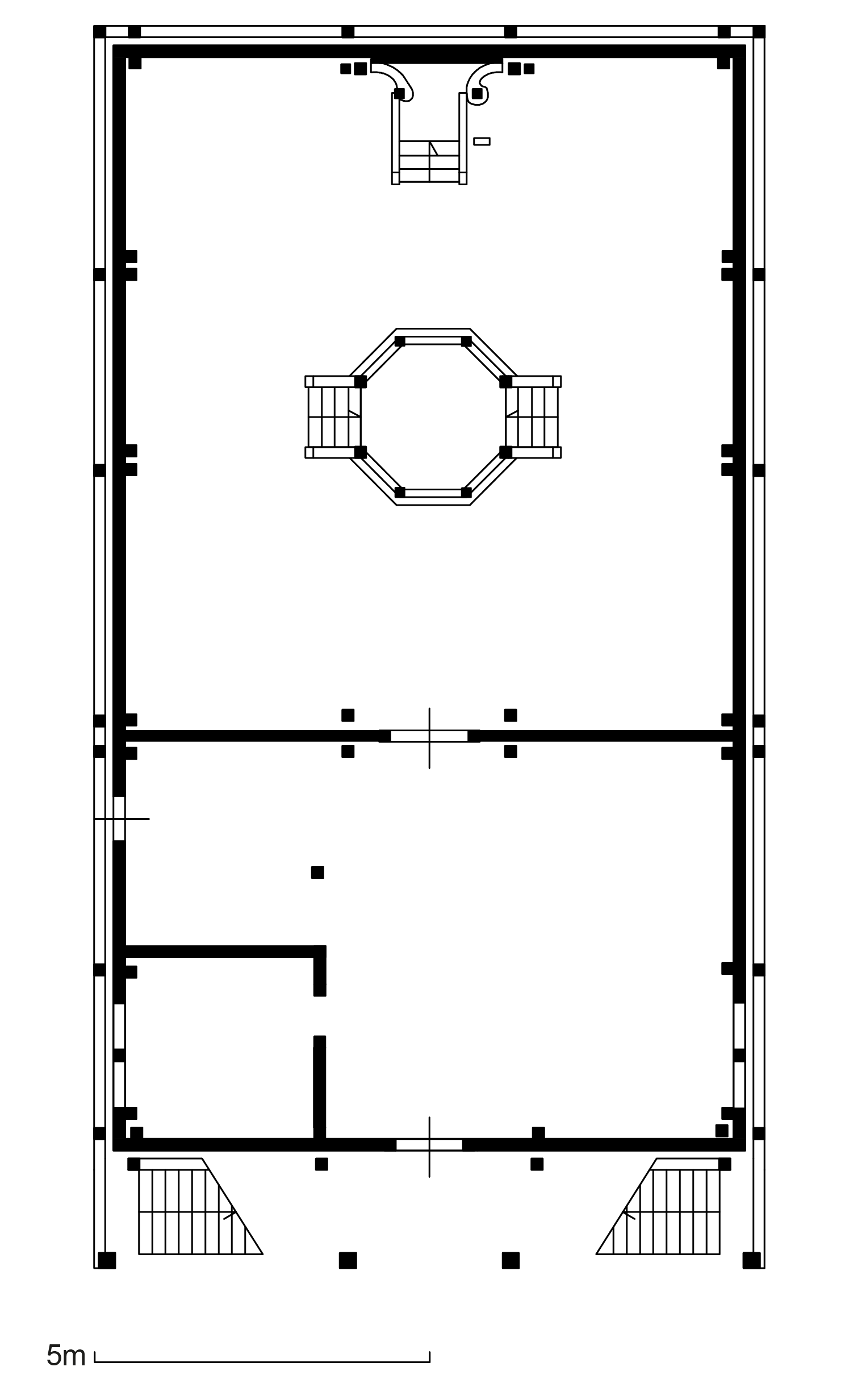
Grundriss der Synagoge in Pilica

Die rechteckige Synagoge war 21,50 m lang (der Gebetsraum der Männer war 13,50 m lang) und 12,00 m breit. Die Wandhöhe betrug 6,00 m; die Höhe bis zur Gewölbespitze war 9,00 m.
Vom Eingang im Westen betrat man zunächst das Vestibül und von dort den Männergebetsraum. Im Vestibül befand sich auch noch ein kleiner Raum für die Kehillah. Darüber war die Frauenempore. Diese war durch zwei außen angebrachte Treppen und einen Balkon zu erreichen.
Das Giebeldach hatte zur Westseite hin einen Fußwalm, der den Aufgang zur Frauenempore bedeckte. Der Giebel darüber hatte eine leichte Barockkontur. Das ganze Dach war in einem einheitlichen Stil errichtet.
An den Seiten waren im Bereich des Hauptraums je drei Fenster sowie an der Ostwand rechts und links des Thoraschreins je ein Zwillingsfenster. Im Bereich der Frauenempore waren kleinere Fenster unterschiedlichen Stils.
Das Gewölbe im Inneren bedeckte sowohl den Hauptraum als auch den Frauenbereich. Es bestand aus zwei Reihen von Kreuzgewölben.
Im Inneren waren die Wände mit mehrfarbigen Pflanzenornamenten, Sternen und den Tierkreiszeichen bemalt.
Die Bima in der Mitte des Raumes bestand aus einem achteckigen Podium, das von einer Balustrade eingerahmt war.
Der Toraschrein war im Rokokostil gebaut.